# لئونید ریمن

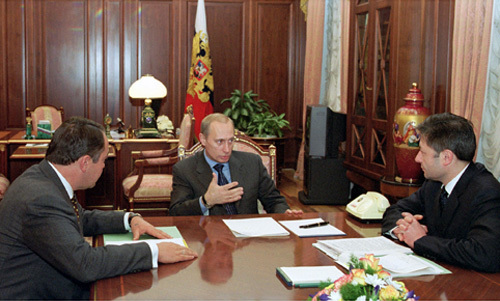
ریمن (سمت راست) در کنار ولادیمیر پوتین.

لئونید داداژاناویچ ریمَن (به روسی: Леонид Дододжонович Рейман) زادهٔ ۱۲ ژوئیه ۱۹۵۷ میلادی در سن پترزبورگ، سیاست‌مدار و ثروتمند اهل روسیه است. وی پیش‌تر وزیر ارتباطات روسیه بود و تأثیر زیادی بر این صنعت گذاشت. دارایی‌های او بالغ بر یک میلیارد دلار است.